# Egyszavazatos vegyes rendszer
Az egyszavazatos vegyes választási rendszer (angolul: mixed single vote, rövidítve: MSV) a vegyes választási rendszerek egy fajtája, amelynek egyes típusaira magyarul töredékszavazat-visszaszámláló rendszerként is hivatkoznak (angolul: positive vote transfer system, rövidítve: PVT).
A mandátumok egy részét egyéni választókerületkben, a a másik részét pedig kompenzációs listás rendszerben osztják ki, a szavazók egyetlen (vegyes jellegű) szavazatot adtak le. Ez különbözteti meg a gyakrabban használt vegyes arányos és árokrendszerektől, amelyekben a választók általában két külön szavazatot adnak le, egyet egy helyi jelöltre, egyet pedig egy országos listára. Az, hogy az eredmény mennyire arányos, többek között a rendszerben alkalmazott szabályoktól (pl. hogy mi számít többletszavazatnak) és paraméterektől (pl. a kompenzációs helyek száma) függ.
Jelenleg Magyarországon alkalmazzák a nagyobb települések önkormányzati választására.
| Kompenzációs vegyes választási rendszerek | Egyszavazatos vegyes rendszerek | Kétszavazatos vegyes rendszerek |
| ----------------------------------------- | --- | --- |
| Mandátum-kapcsolat alapú                  | Német rendszer (egyszavazatos MMP, arányos) | MMP, avagy vegyes arányos rendszer (a német rendszer) - AMS (az MMP félarányos verziójának neve az Egyesült Királyságban) AV+ ("alternatív szavazat plusz")                            |
| Szavazat-kapcsolat alapú                  | Töredékszavazat-visszaszámláló rendszerek - magyar önkormányzati vegyes választási rendszer (félarányos) DMP (kéttagú arányos képviseleti rendszer) | Hibridek (MSV+árokrendszer): - Pozitív szavazatátadás: a magyar (országgyűlési) rendszer - Negatív szavazatátvitel: az olasz rendszer (scorporo) MBTV (vegyes preferenciális szavazat) |

## Félarányos rendszerek

### Használata Magyarországon
A 10 000 fő feletti településeken és a fővárosi kerületekben az önkormányzati választásokon a választás egyszavazatos vegyes rendszerben történik, ahol csak a vesztes jelöltek szavazatai kerülnek át töredékszavazatként a kompenzációs ágra. Az átvitt szavazatok a vesztes jelöltek jelölőszervezetének listájának javára érvényesülnek, és a listás mandátumok kizárólag a töredékszavazatok száma alapján arányosan kerülnek kiosztásra.
A kompenzációs mandátumok száma a törvényben előre meghatározott, nem függ a választás eredményétől, a képviselőtestület mérete fix. Például 25 000 lakosig 8 mandátum kerül kiosztásra az egyéni választókerületekben és 3 mandátum kompenzációs listáról. 100 000 lakos felett minden további 10 000 lakos után 1-gyel nő az egyéni választókerületek száma, míg minden további 25 000 lakos után 1-gyel nő a kompenzációs mandátumok száma. Így az egyéni és kompenzációs mandátumok száma a következő.
| Lakosság felső határa (1000 fő) | Egyéni választókerületek száma                                                                   | Kompenzációs mandátumok száma                                                                    | Kompenzációs mandátumok aránya                                                                   |
| ------------------------------- | ------------------------------------------------------------------------------------------------ | ------------------------------------------------------------------------------------------------ | ------------------------------------------------------------------------------------------------ |
| 10                              | Nem vegyes rendszer, blokkszavazás (nincsenek egyéni választókerületek vagy kompenzációs listák) | Nem vegyes rendszer, blokkszavazás (nincsenek egyéni választókerületek vagy kompenzációs listák) | Nem vegyes rendszer, blokkszavazás (nincsenek egyéni választókerületek vagy kompenzációs listák) |
| 25                              | 8                                                                                                | 3                                                                                                | 27,27%                                                                                           |
| 50                              | 10                                                                                               | 4                                                                                                | 28,57%                                                                                           |
| 75                              | 12                                                                                               | 5                                                                                                | 29,41%                                                                                           |
| 100                             | 14                                                                                               | 6                                                                                                | 30,00%                                                                                           |
| 110                             | 15                                                                                               | 6                                                                                                | 28,57%                                                                                           |
| 120                             | 16                                                                                               | 6                                                                                                | 27,27%                                                                                           |
| 125                             | 16                                                                                               | 7                                                                                                | 30,43%                                                                                           |
| 130                             | 17                                                                                               | 7                                                                                                | 29,17%                                                                                           |
| 140                             | 18                                                                                               | 7                                                                                                | 28,00%                                                                                           |
| 150                             | 19                                                                                               | 8                                                                                                | 29,63%                                                                                           |
| 160                             | 20                                                                                               | 8                                                                                                | 28,57%                                                                                           |
| 170                             | 21                                                                                               | 8                                                                                                | 27,59%                                                                                           |
| 175                             | 22                                                                                               | 9                                                                                                | 29,03%                                                                                           |
| 180                             | 23                                                                                               | 9                                                                                                | 28,13%                                                                                           |
| 190                             | 24                                                                                               | 9                                                                                                | 27,27%                                                                                           |
| 200                             | 25                                                                                               | 10                                                                                               | 28,57%                                                                                           |

A viszonylag kevés kompenzációs mandátum miatt a magyar rendszer nem garantál arányos eredményt, és általában alulreprezentálja a kisebb pártokat, de elméletileg előállhat olyan helyzet is, amikor egy arányos rendszerhez képest a nagyobb pártoknak kedvez kevésbé.
A 2014-es és 2019-es választáson a Fővárosi Közgyűlés választáskor is egyszavazatos vegyes rendszert alkalmaznak, amelyben a kerületek 23 közvetlenül megválasztott polgármestere tag és 9 további mandátumot a pártok kompenzációs listáiról a polgármesterjelöltekre leadott szavazatok alapján osztanak ki. Kompenzációs listán a főpolgármester-jelöltek és a kerületi polgármesterjelöltek szerepelhetnek. 2023-ban visszaállították a pártlistás arányos rendszert a 2024-es választást már ilyen szabályokkal tartják.
Az országgyűlési választások során egy az önkormányzatitól eltérő töredékszavazati rendszert alkalmaznak amely részben a győztes jelölteket os kompenzálja, azonban ez a rendszer nem egyszavazatos rendszer, mivel az árokrendszer komponenssel is rendelkezik.
Romániában a 2008-as országos parlamenti választásokat olyan vegyes egyszavazatos rendszerben tartották, ahol az egyéni választókerületi mandátumokat csak az abszolút többséggel bíró győztesek foglalhatták el.

## Arányos rendszerek
Az eredeti német egyszavazatos vegyes rendszerek nem szavazatkapcsolati kompenzációt, hanem mandátumkapcsolati kompenzációt is, mint általában a vegyes arányos rendszerek. A mandátumkapcsolati rendszer nem használt töredékszavazatokat, hanem szinte minden szavazat (kivéve a független jelöltek és a küszöb alatti pártokhoz kötődő jelöltek szavazatait) megszámlálásra kerül a listás ágon, de a már megszerzett mandátumokat figyelembe veszik a listás helyen kiosztásánál.
Gyakorlatilag egy helyi képviseleti elemmel kombinált pártlistás arányos rendszerről van szó, Németországban ezért az ilyen vegyes arányos rendszereket "megszemélyesített arányos rendszernek" hívják. Az 1949-es választásokat ilyen vegyes egyszavazatos rendszerben tartották, helyi szinten az egyszerű többségi rendszert használták és tartományi szinten a kompenzációs elem tette arányossá a rendszert ugyanazon szavazatok alapján. Az ország ezt követően a mai kétszavazatos MMP-re változtatta a rendszert.
Az egyszavazatos rendszereket jelenleg használó országok a következők:
- Lesotho 2002-ben vezette be az MMP egyszavazatos változatát.
- Thaiföld a 2019-es választás óta használja az MMP egyszavazatos változatát.